# جسم (فیلم ۲۰۰۳)
جسم (به هندی: Jism)فیلمی محصول سال ۲۰۰۳ و به کارگردانی آمیت ساکسنا است. در این فیلم بازیگرانی همچون بیپاشا باسو، جان آبراهام، گلشن گروور، رانویر شوری ایفای نقش کرده‌اند.
دنباله این فیلم با نام جسم ۲ در سال ۲۰۱۲ ساخته شده است.